# Eugenie Hacman
Eugenie Hacman (n. 1793, satul Vaslăuți, Bucovina, Imperiul Austriac — d. 31 martie / 12 aprilie 1873, Viena) a fost un cleric ortodox român, episcop al Bucovinei (1835–1873) și apoi arhiepiscop al Cernăuților și mitropolit al Bucovinei și Dalmației (ianuarie – martie 1873). A îndeplinit de asemenea și funcții politice, fiind ales mareșal al Ducatului Bucovinei și în Senatul Imperial.

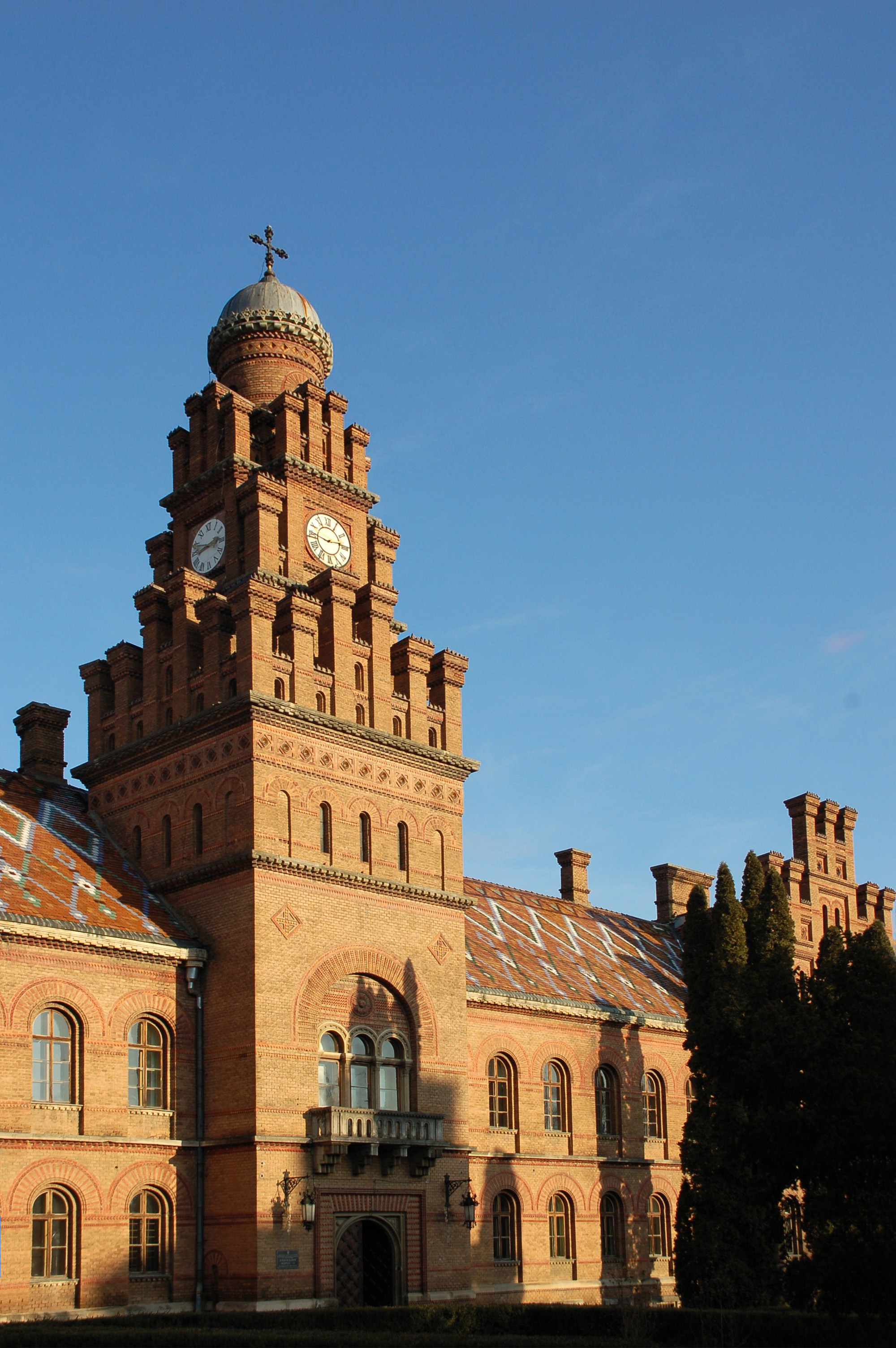
Mitropolia ortodoxă și fosta reședință a arhiepiscopului din Cernăuți, construită datorită eforturilor Mitropolitului Eugenie Hacman.

## Biografie

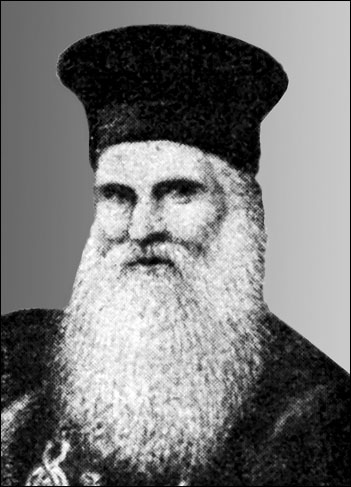
Arhiepiscopul Eugenie Hacman

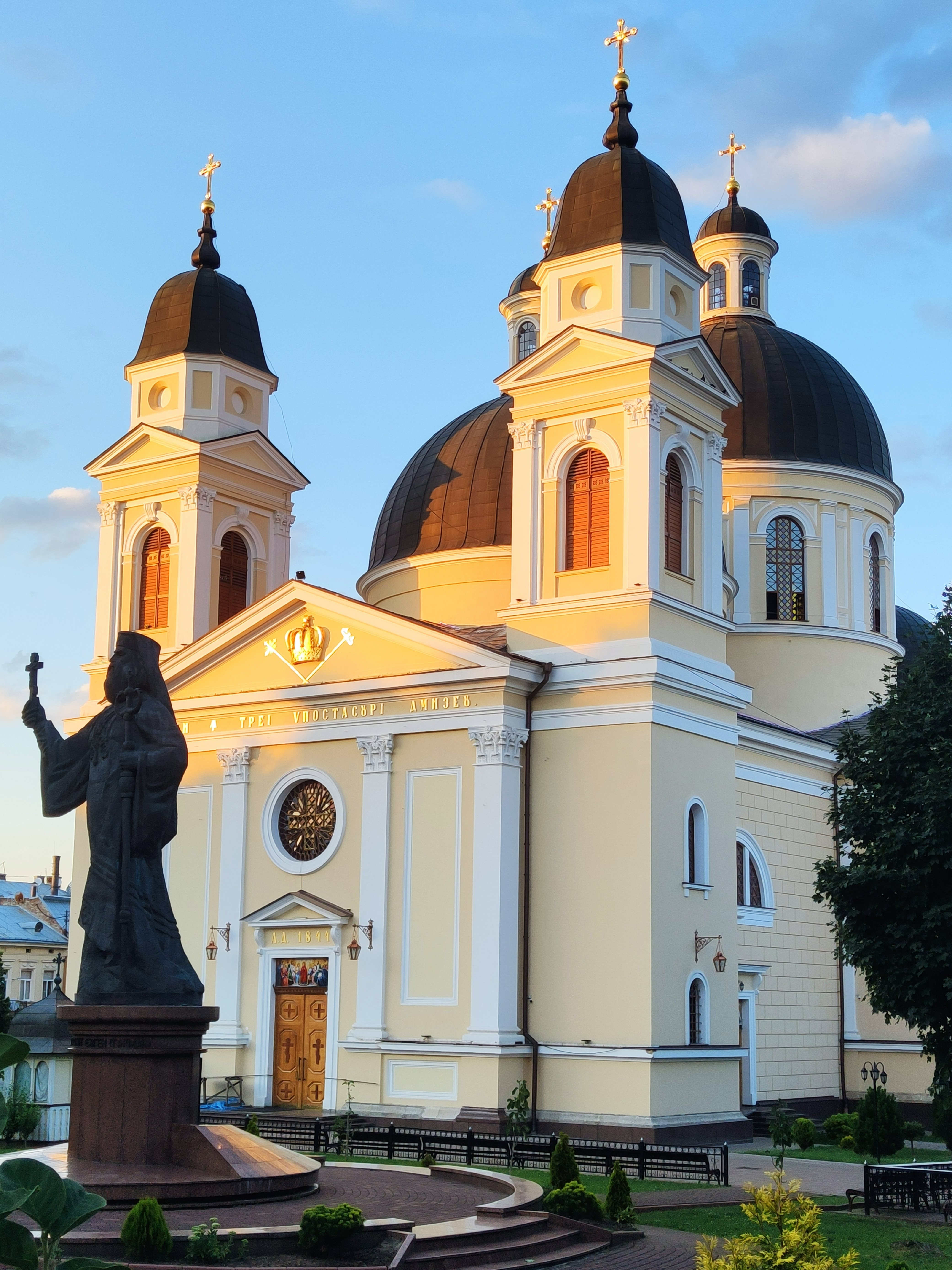
Statuia mitropolitului Eugenie Hacman, dezvelită după anul 2000 în dreptul Catedralei din Cernăuți

Eugenie Hacman s-a născut în anul 1793, în satul Vaslăuți ținutul Cernăuți, într-o familie de țărani români originară din părtile Hotinului. Numele său este moștenit de la un strămoș, care a fost hatman. Devenit patronimic, a fost schimbat, în Bucovina, în Hackman sau Hacman. După absolvirea studiilor secundare, a urmat cursurile Școlii clericale din Cernăuți și apoi pe cele ale Facultății de Teologie Romano-Catolică a Universității din Viena, pe care le-a absolvit în 1823. În perioada studenției, i-a predat limba română prințului Ferdinand al Austriei.
După absolvirea facultății, a fost tuns în monahism în anul 1823, fiind hirotonit ierodiacon și apoi ieromonah, la Mănăstirea Dragomirna. Având studii înalte, este numit catihet (profesor de religie) la Școala trivială, apoi profesor pentru studiul biblic la Institutul Teologic din Cernăuți (1827-1835). 
În anul 1835 a fost numit de împărat și apoi hirotonit episcop ortodox al Bucovinei. În perioada păstoririi sale, a militat pentru dezvoltarea învățământului primar și a școlilor confesionale. A introdus din proprie inițiativă limba română ca limbă de învățământ în locul latinei la Institutul Teologic din Cernăuți, dar s-a opus introducerii alfabetului latin. În anul 1837 a obținut aprobarea de reînființare a unor școli primare românești, iar în 1848 a înființat o Școală normală la Cernăuți, cu limba de predare română, dar în 1869 acestea devin școli de stat cu limba de predare germană. În anul 1860 s-a înființat un liceu la Suceava. 
În afară de susținerea învățământului în limba română, episcopul Eugenie Hacman a contribuit la dezvoltarea eparhiei bucovinene. El a sprijinit construirea de noi biserici, în perioada păstoririi sale fiind construite Catedrala Pogorârea Sfântului Duh din Cernăuți (1844-1864) și Palatul mitropolitan din Cernăuți (1864-1882). Ca deputat în parlamentul de la Viena, Hacman a militat activ pentru deschiderea unei Universități la Cernăuți. Deoarece a condus autoritar eparhia, favorizând introducerea limbii germane în administrația eparhială și pe ruteni în dauna românilor, episcopul și-a pierdut atașamentul unei părți din cler. Această atitudine a sa a afectat, de multe ori, în interesele românilor din Bucovina. Pentru a avea sprijinul rutenilor, el a sprijinit organizația culturală a acestora, Ruska Besida (în ucraineană Руська бесіда). Episcopul Eugenie a făcut constant donații pentru oamenii nevoiași din Bucovina.

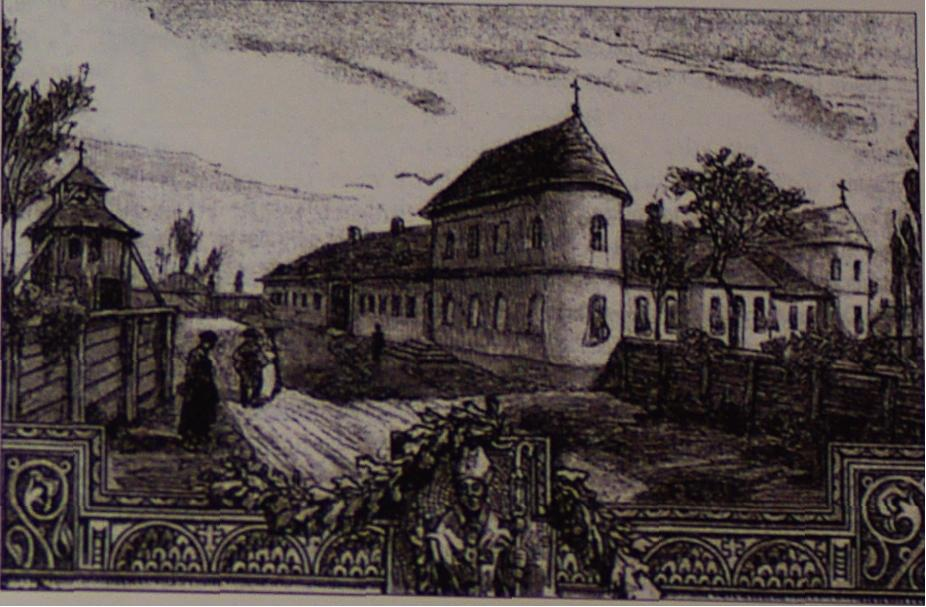
Vechea reședință episcopală din Cernăuți, unde a stat Eugenie Hacman

În ciuda realizărilor sale importante, modul autoritar, chiar despotic de a-și conduce eparhia l-a făcut pe Eugenie Hacman o figură controversată în epocă. În timpul revoluției din 1848, mai mulți preoți bucovineni, conduși de Ioan Calinciuc și Teoctist Blajevici, au încercat chiar să îl schimbe pe Eugenie Hacman de la conducerea Episcopiei, acuzându-l de despotism, de simonie și că aduce femei în reședința eparhială. El nu voia să le permită mirenilor să participe la problemele administrative eparhiale, susținând că ar fi "împotriva canoanelor ortodoxe". Tot Eugenie Hacman a răspândit zvonuri conform cărora preoții români ar avea simpatii pentru Carol de Hohenzollern și că ar aștepta o invazie a Bucovinei din Principatele Unite Române. El a mai interzis preoților să meargă la teatrul românesc și i-a criticat pe cei care "tulbură și amăgesc poporul prin nesocotite idealuri naționale". Decizia sa de a favoriza slujbele în limba ruteană la Catedrala mitropolitană din Cernăuți a dus la proteste și demonstrații ale românilor în 1866 și 1867. Din aceste motive, el a fost poreclit de populația română drept Eugenie Schismatul.
George Sion a scris următoarele despre atmosfera din Seminarul Teologic din Cernăuți, în perioada conducerii lui Eugenie Hacman: 
„Dar paralisia sau regresul culturii românești provine mai cu seamă de la apatia sau lipsa de energie și de lipsa de educație a corpului didactic de acolo. 
Într-adevăr se observa că profesorii, deși în majoritatea sunt Români, totuși cu atât de puțină mândrie națională sau sunt atât de circumspecți și fricoși de a se afișa că sunt Români, încât adeseori evită a vorbi românește chiar în familiile lor; […] De aceea 
foarte des se observă că profesorii și studenții români în convorbirile lor familiale, vorbesc mai mult limba germană, ca și cum s-ar teme sau s-ar rușina a vorbi limba strămoșilor lor.”
În 1863, a fost ales președinte al Reuniunii Române pentru Leptură. Totuși, nu s-a implicat activ în Reuniune, liderul de facto fiind vicepreședintele Reuniunii, Gheorghe de Hurmuzachi.
De altfel, Eugenie Hacman a fost mai bine privit în rândul rutenilor decât în rândul românilor. În ziarul ucrainean Slov, publicat la Liov, este prezentat astfel, în numărul 94 din 1864:
„Русчина не пропадає, а помало підноситься. А якщо єпископ Євгеній (Гакман) поживе, чого йому всі русини від серця бажають, то Буковинська Русь піде горою. Вже й тепер на зборах наших більше щирий язик почуєш, ніж румунський..., чого раніше не бувало. Православні богослови вже здають іспити і по-руски і проти цього ніякої опозиції...

Traducere: Rusia nu dispare, ci, dimpotrivă, se ridică puțin. Și dacă episcopul Eugenie (Hacman) va trăi — ceea ce întregul popor rus îi dorește din toată inima — atunci Rusia bucovineană va înflori. Chiar și acum, la întâlnirile noastre, veți auzi o limbă mai sinceră decât limba română… lucru care nu s-a mai întâmplat niciodată. Teologii ortodocși deja susțin examene în limba rusă și nu există nicio împotrivire față de aceasta.”

## Mitropolit al Bucovinei și Dalmației
Deși românii din Imperiul Austro-Ungar doreau înființarea unei singure mitropolii pentru toți românii ortodocși din imperiu, episcopul Eugenie Hacman s-a opus revendicărilor naționale românești, luptând cu disperare pentru înființarea unei Mitropolii a Bucovinei și visând să ajungă în scaunul de mitropolit. În anul 1861 clerul din Bucovina a decretat ridicarea episcopiei la rang de mitropolie. 

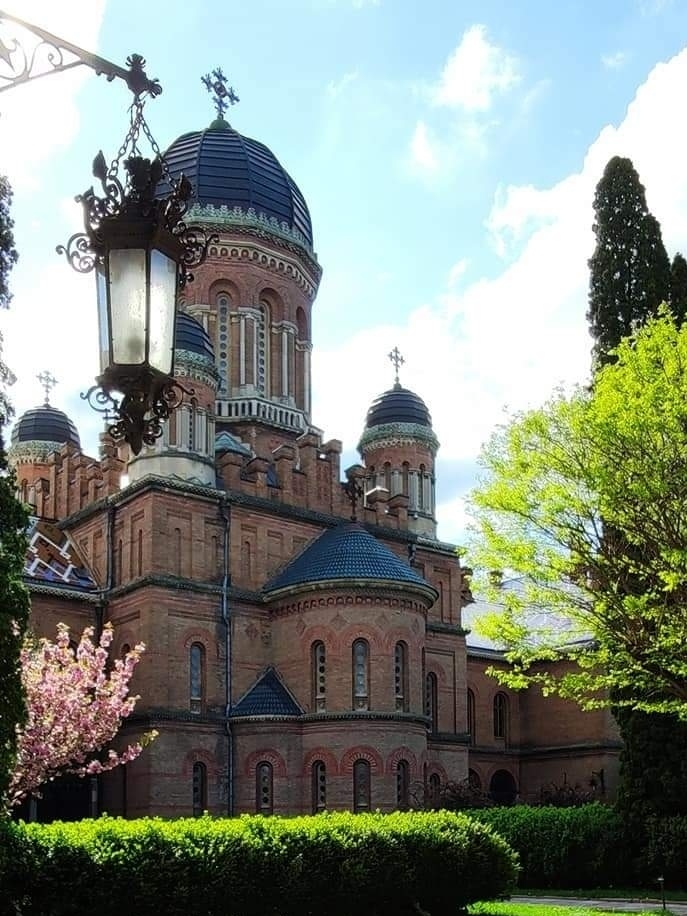
Biserica Sfinții Trei Ierarhi din Cernăuți, reședința Mitropolitului Bucovinei, construită la inițiativa lui Eugenie Hacman

Totuși, fruntașii bucovineni (printre care și Eudoxiu Hurmuzachi) au făcut parte din delegația românilor din toate eparhiile române de pe teritoriul Austro-Ungariei venită în anul 1862 cu o petiție în fața împăratului. Ca urmare a acestui demers, împăratul Franz Iosif I și-a dat acordul pentru înființarea unei mitropolii greco-ortodoxă, independentă de cea sârbească. Episcopul Ardealului, Andrei Șaguna, a cerut încorporarea în viitoarea mitropolie și a românilor din Bucovina, în ciuda opoziției episcopului Hacman, care dorea separarea. Demersul lui Șaguna a fost susținut și de sufraganul său, Procopie Ivașcovici.
„S-ar putea obiecta din partea puținilor oponenți că episcopia bucovineană ar trebui să aibă o metropolie separată și din considerațiune că o parte a credincioșilor de acolo sunt de naționalitate rutenă. Această obiecțiune perde din puterea sa prin aceea că partea rutenă a credincioșilor ortodocși din Bucovina față de creștinii de naționalitate română abia face a patra parte. (...) Mitropolia cu reședința în Sibiu, are să cuprindă șase eparhii, în afara celor existente – a Transilvaniei, a Aradului și Bucovinei și încă trei care se vor înființa, anume două în Banata (Caransebeș și Timișoara) și un pe teritoriul arhidiecesei cu reședința în Ciuș.”—Andrei Șaguna
În replică, Episcopul Eugenie Hacman a declarat: 
„Noi, bucovinenii, nu sîntem cu toții români, ci o parte a confraților noștri religionari sînt ruteni. De am voi să alegem între Carlowitz și Alba Iulia nu ne-am putea învoi între noi; unii s-ar trage incolo, alții încoace.”
La data de 12/24 decembrie 1864 Curtea Imperială de la Viena a decretat înființarea Mitropoliei Ortodoxe din Transilvania și Ungaria, cu sediul la Sibiu, dar fără Eparhia Bucovinei.
La data de 23 ianuarie 1873 Episcopia Bucovinei a fost ridicată la rangul de mitropolie, încorporând și două episcopii slave din Dalmația, iar episcopul Eugenie a fost numit arhiepiscop de Cernăuți și mitropolit al Bucovinei și Dalmației. Totuși, el nu și-a văzut visul împlinit, deoarece a murit subit la Viena la data de 31 martie / 12 aprilie 1873, neapucând să fie instalat în scaunul mitropolitan. Conform martorilor, ultimele sale cuvinte au fost de grijă vizavi de enoriașii săi și de oamenii săraci. Trupul său neînsuflețit a fost adus în Bucovina, fiind înmormântat în Catedrala Mitropolitană din Cernăuți, ctitorită de el. A lăsat moștenire fonduri pentru construirea unui azil de bătrâni în Cernăuți și a unei biserici parohiale în satul său natal. 
Hacman a fost și primul mareșal al Ducatului Bucovinei de la 1862 la 1864. Succesorul său în  această funcție a fost Eudoxiu Hurmuzachi. Episcopul a fost purtător al Crucii de Comandor al Ordinului Franz Joseph și cetățean de onoare al orașelor Cernăuți și Siret. După el a fost denumită o stradă pe timpul monarhiei austriece: „Bischof-Hakman-Gasse“ în capitala Bucovinei.
Datorită atitudinii sale pro-rutene, este prezentat în istoriografia oficială ucraineană ca fiind ucrainean de origine. De altfel, inclusiv necrologul său din ziarul Albina a fost unul dur: 
„Nume străin a purtat, străinilor le-a servit, în străinătate a și murit, precum merita. Sărman pământ, țărână nefericită, tu să păstrezi rămășițele omului care ți-a făcut atâtea nedreptăți și-a fost nedemn de pământul tău, blândă Bucovină.”
Presupusa sa origine ucraineană este contestată de istoricii români, care susțin că era un "român sadea".

### Încercările de canonizare

Placă memorială cu Mitropolitul Eugenie Hacman la Cernăuți, realizată de Artemii Prîseajniuk

La sfârșitul secolului XIX și începutul secolului XX, s-a încercat, de mai multe ori, canonizarea Mitropolitului Eugenie Hacman.
Prima încercare datează din 1880, când protopopul rutean Vasile Prodan i-a trimis o scrisoare Mitropolitului Silvestru Morariu-Andrievici (care fusese în trecut marginalizat de Hacman pentru atitudinea sa pro-românească), în care se solicita canonizarea sa. Mitropolitul a creat o comisie de analiză a acestei propuneri.
În 1889, șeful organizației rutene Ruska Besida (la fondarea căreia contribuise și Mitropolitul Eugenie), Omelian Popowicz, i-a trimis o altă scrisoare Mitropolitului Silvestru care, în istoriografia oficială ucraineană, este considerat un "rutean românizat", dar și un "înfocat șovin român ucrainofob", pentru că s-a luptat pentru drepturile românilor.
Procesul de canonizare a fost reluat în 1903, de către Mitropolitul Vladimir de Repta. Procesul nu a fost însă finalizat.
Încercările de canonizare a sa au fost reîncepute de Biserica Ortodoxă a Ucrainei în 2024.

## Galerie

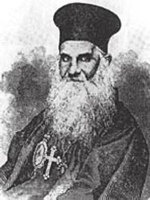
Icoană cu Eugenie Hacman, în fundal fiind Reședința mitropoliților Bucovinei și Dalmației din Cernăuți
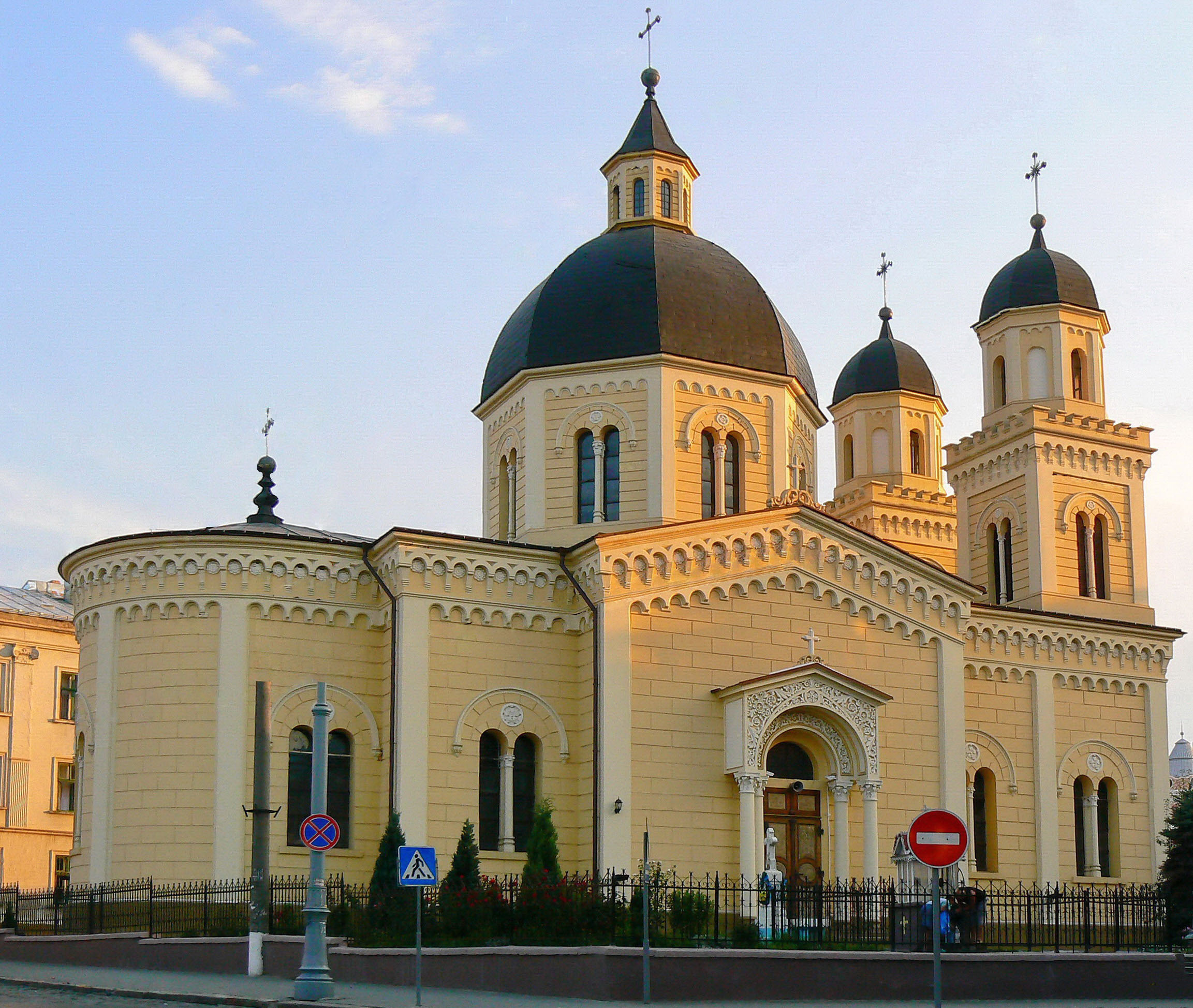
Biserica ortodoxă Sfânta Parascheva din Cernăuți a fost prima biserică de cărămidă din oraș. A fost construită în stilul arhitectural moldovenesc, cu sprijinul lui Eugenie Hacman
Preoți cernăuțeni dăruindu-i o icoană cu Eugenie Hacman Mitropolitului Epifanie Dumenko al Kievului și întregii Ucraine (dreapta)
Bust al Mitropolitului Eugenie Hacman în Vaslăuți, Ucraina